# Milopotamos
Milopotamos (gr. Δήμος Μυλοποτάμου, Dimos Milopotamu) – gmina w Grecji, na Krecie, w administracji zdecentralizowanej Kreta, w regionie Kreta, w jednostce regionalnej Retimno. Siedzibą gminy jest Perama. W 2011 roku liczyła 14 363 mieszkańców. Powstała 1 stycznia 2011 roku w wyniku połączenia dotychczasowych gmin Jeropotamos i Kulukonas oraz wspólnoty Zoniana.